# محول حفزي

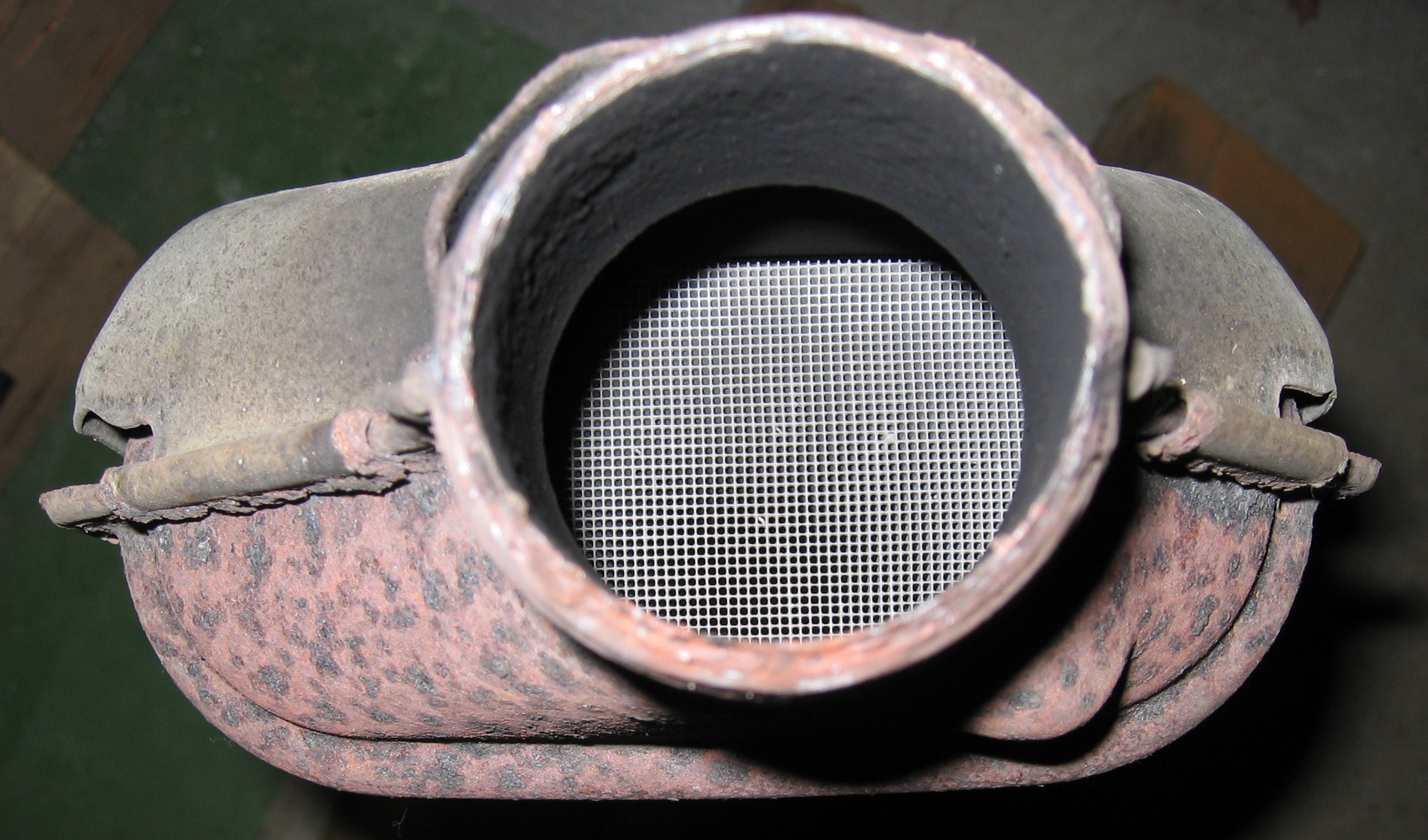
المحول الحفاز من الداخل

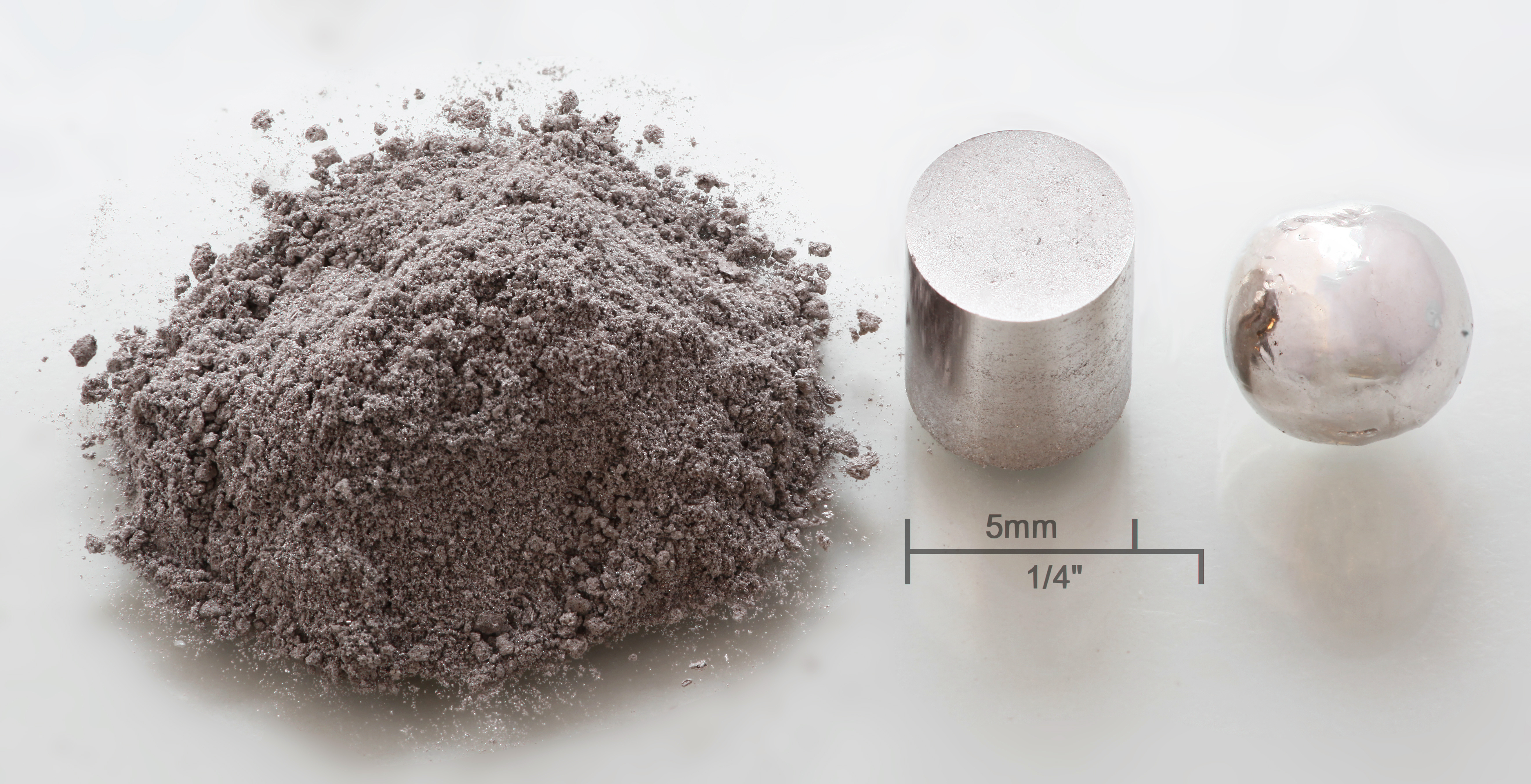
مسحوق الروديوم محفز مناسب

المحول الحَفَّاز جزء هام من السيارات الحديثة، وهو مفاعل صغير يقوم بتحويل العوادم المضرة لتفادي ضرر تلك الانبعاثات، وذلك باستعمال مواد محفزة مهيئة بأساليب مناسبة.